# أمامة بنت الحارث الهلالية
إمامة بنت الحارث بن حزن الهلالية، قيل: إنها أخت ميمونة بنت الحارث، زوج الرسول محمد. ( أسد الغابة 21/6، الوافي بالوفيات 76/9) وقيل:«لا أعلم لميمونة أختا اسمها إمامة من أب ولا أم، إنما أخواتها من أبيها: لبابة الكبرى زوج العباس، ولبابة الصغرى أم خالد بن الوليد، وثلاث أخوات سواهما مذكورات، ولهن ثلاث أخوات من أمهن تمام تسع أخوات.»